# Округ Пејет (Ајдахо)
Пејет (енгл. Payette County) је округ у америчкој савезној држави Ајдахо.

## Демографија
По попису из 2010. године број становника је 22.623, што је 2.045 (9,9%) становника више него 2000. године.
| Група             | 2000.          | 2010.          |
| Белци             | 17.434 (84,7%) | 18.388 (81,3%) |
| Афроамериканци    | 21 (0,1%)      | 52 (0,2%)      |
| Азијати           | 175 (0,9%)     | 189 (0,8%)     |
| Хиспаноамериканци | 2.453 (11,9%)  | 3.363 (14,9%)  |
| Укупно            | 20.578         | 22.623         |